# Susanna Lliberós i Cubero
Susanna Lliberós i Cubero (Vila-real, agost de 1973) és una periodista i poetessa valenciana. Llicenciada en periodisme per la Universitat Autònoma de Barcelona. Ha treballat a Radio Castellón Cadena Ser des de l'any 1997 fins a 2003 on ha desenvolupat les següents funcions: redactora d'informatius i programes (1997-1998), locutora (1998-1999) i presentadora del magazín matinal "Hoy por hoy, Castellón" (1999-2003). Després fou editora i presentadora de l'informatiu nocturn a Localia Televisió Castelló (2000-2003). Des de l'any 2003 fins a l'ERO realitzat l'any 2013, que la va apartar del seu lloc de treball a RTVV-Canal 9, ha realitzat les funcions de presentadora, guionista i reportera dels serveis informatius d'aquest ens autonòmic. Lliberós ha compaginat la seva professió de comunicadora amb un profund amor a la llengua i a la literatura catalanes. Els poetes Joan Salvat-Papasseit i Vicent Andrés Estellés formen "part important de les males companyies de la meua joventut", com ha manifestat la poetessa. És sòcia fundadora de l'Associació d'escriptors El Pont Cooperativa de Lletres.

## Obra
La poetessa vila-realenca ha publicat tres poemaris: Cel·les (Barcelona: Viena Edicions, 2008), Compàs d'espera (Alzira: Editorial Germania, 2013) i Llibre dels Espills (Alzira: El Petit Editor, 2015)
- Cel·les, poemari de commovedora sensualitat, "és una apassionada, vital i ben directa veu poètica d'influències estellesianes on l'autora ens fa partícips sobretot de les despulles d'una experiència amorosa. L'amor, la mort, el pas del temps, l'absència, el desig…, són experiències que, al capdavall, ens converteixen en cel·les dels nostres sentiments." (Antoni Gómez, Diari Levante, Suplement Postdata 5/12/2008).[1]
- Compàs d'espera, els poemes del qual, "primer destil·len el verí del dolor i després s'alimenten de goig, s'emmarca perfectament en la nostra tradició poètica més pròxima, perquè rememora el famós lema del nostre Bernat Artola, qui va escriure Damunt la mort, la vida. (Josep Porcar, Escrit de presentació del llibre el 14/11/2013).[2]

### Antologies
Alguns dels poemes de Susanna Lliberós han estat inclosos en les següents antologies:
- Segle 21, vint-i-una poetes del segle vint-i-u. (Palma: Editorial Centre Cultural Capaltard, 2001).
- Eròtiques i despentinades (Tarragona: Arola Editors, 2008) Encarna Sant Celoni presenta un recorregut de cent anys per la poesia eròtica catalana amb veu de dona, amb un recull de seixanta-nou poemes.
- La lletra ferida (Castelló: Colla Rebombori, 2010) Antologia literària de poetes de Castelló.
- Tibar l'arc. Una mirada a la poesia valenciana actual. (Barcelona: Editorial Tria, 2012). Antologia de vint-i-set poetes valencians nascuts després de 1970.
- Ponts suspensius. (Benicarló: Onada Edicions, 2013). Recull de textos en narrativa i poesia d'autors castellonencs pertanyents a El Pont Cooperativa de Lletres.

### Articles especialitzats
- Els nostres artistes. Entrevistes a pintors de Vila-real (Revista Poble, 2010).
- La salvació de la carn (Revista Caràcters, 2011).

## Premis
- 1993. Ciutat de la Vall d'Uixó.
- 1994. "Solstici" de Manises.
- 1995. III Premi Ignacio Hilario Zabala, Centre la Torrassa de L'Hospitalet de Llobregat.
- 2008. Premi de poesia "25 d'abril" Vil·la de Benissa, pel poemari Cel·les.
- 2021. Premi de Comunicació i Difusió Cultural dels XV Premis de la Crítica de l’Institut Interuniversitari de Filologia Valenciana.
- 2022. XXV premi Jaume Bru i Vidal de poesia Ciutat de Sagunt, pel poemari El Crit.